# Scopas (cratère)
Scopas est un cratère de Mercure, près du pôle sud. Son nom a été adopté par l'Union astronomique internationale en 1976, d'après le sculpteur et architecte grec Scopas, suivant la convention officielle de nommer les cratères de Mercure d'après des artistes, musiciens, peintres et auteurs historiquement significatifs.
Deux cratères plus petits, sans nom, recouvrent en partie le cratère Scopas. Les bordures nord de ces cratères sont dans l'ombre permanente.
Le cratère Ictinus (en)se trouve immédiatement au nord-est de Scopas.